# Робін Рід
Робін Девід Рід  (англ. Robin David Reid, 19 лютого 1971) — британський професійний боксер, чемпіон світу за версіями WBC (1996—1997) і IBO (2004—2005) у другій середній вазі, олімпійський медаліст.

## Аматорська кар'єра
На молодіжному чемпіонаті світу 1989 завоював срібну медаль в напівсередній вазі.
На чемпіонаті світу 1991 в категорії до 71 кг програв у другому бою Ісраелу Акопкохяну (СРСР).
На Олімпійських іграх 1992 завоював бронзову медаль.
- В 1/16 фіналу переміг Маркуса Томаса (Барбадос) — KO-1
- В 1/8 фіналу переміг Леонідаса Малескіса (Литва) — 10-3
- В чвертьфіналі переміг Оле Клеметсена (Норвегія) — 20-10
- В півфіналі програв Орхану Делібаш (Нідерланди) — 3-8

## Професіональна кар'єра
Рід розпочав свою професійну кар'єру у лютому 1993 року. 12 жовтня 1996 року він, перемігши Вінченцо Нардієлло (Італія) технічним нокаутом у сьомому раунді, завоював титул чемпіона світу за версією WBC у другій середній вазі. Потім тричі успішно захистив свій титул. 19 грудня 1997 року втратив титул, програвши Тулані Малінга (ПАР) одностайним рішенням суддів.
13 лютого 1999 року в бою проти чемпіона WBO Джо Кальзаге програв розділеним рішенням суддів. 24 червня 2000 року в бою за малозначимий титул WBU програв італійцю Сильвіо Бранко. В наступному бою 8 грудня 2000 року переміг Майка Гормлі (Велика Британія) і завоював титул WBF у другій середній вазі, який захистив п'ять разів.
13 грудня 2003 року в бою проти об'єднаного чемпіона IBF і WBA (Super) Свена Оттке (Німеччина) програв одностайним рішенням. 26 червня 2004 року в бою проти Браяна Мегі (Велика Британія) завоював титул чемпіона світу за версією IBO. Втратив титул, програвши 6 серпня 2005 року чемпіону світу за версією IBF Джеффу Лейсі (США).